# Бершеда Євген Романович
Євген Романович Бершеда (нар. 3 вересня 1945, Київ) — український науковець та дипломат.

## Біографія
Народився 03 вересня 1945 року у місті Києві. Закінчив з відзнакоюКиївський інститут народного господарства (1967), факультет «Економіка праці», економіст. Кандидатська дисертація «Технічний прогрес і динаміка матеріаломісткості продукції» (1971), Докторська дисертація «Удосконалення міжгалузевих зв'язків в інвестиційному процесі». Доктор економічних наук/1984/, професор, член-кореспондент НАН України. Стажувався і викладав в університетах Франції. Академік АТН України, АЕН України. Володіє іноземними мовами: російською, французькою, англійською.
З 08.1967 — інженер. З 01.1969 — аспірант. З 01.1972 — молодший науковий співробітник Інституту економіки АН України.
З 04.1974 — старший науковий співробітник Інституту економіки АН України. З 11.1985 — завідувач відділу, заступник голови з наукової роботи Ради з вивчення продуктивних сил України АНУ. З 01.1993 — помічник Президента України з питань науки. З 09.1994 — завідувач відділу стратегічного планування та координації політики національної безпеки Рада національної безпеки при Президентові України. З 10.1996 — перший помічник Секретаря Ради національної безпеки і оборони України. З 11.1998 по 06.2000 — перший заступник міністра МЗС України. З червня 2000 по травень 2003 — Надзвичайний і Повноважний Посол України в Швейцарській Конфедерації. З серпня 2000 по травень 2003 — Надзвичайний і Повноважний Посол України в Князівстві Ліхтенштейн за сумісництвом. З січня 2004 по жовтень 2004 — Надзвичайний та Повноважний Посол України в Алжирській Республіці. З 28 жовтня 2005 по 21 листопада 2007 — Постійний представник України при Відділенні ООН та інших міжнародних організаціях у Женеві. З 21 листопада 2007 по 01.10.2008 — Постійний Представник України при конференції з роззброєння у Женеві. З 01.10.2008 по 12.05.2010 — Надзвичайний та Повноважний Посол України в Королівстві Бельгія. З 15.04.2009 по 12.05.2010 — Надзвичайний та Повноважний Посол України у Великому Герцогстві Люксембург за сумісництвом.
Заслужений діяч науки і техніки України (1997). Дипломатичний ранг: Надзвичайний і Повноважний Посол України (1999).

## Наукові праці
Автор та співавтор більше 260 наукових праць, зокрема монографій: «Технічний прогрес і динаміка матеріаломісткості продукції» (1973), «Межотраслевые связи в инвестиционном процессе» (1981), статті «Інтереси і пріоритети України стосовно ЄС: вибір у галузі політики безпеки» (1998) та ін.

## Нагороди
- Орден князя Ярослава Мудрого IV ступеня (28 червня 2021) — за значний особистий внесок у державне будівництво, зміцнення національної безпеки, соціально-економічний, науково-технічний, культурно-освітній розвиток Української держави, вагомі трудові досягнення, багаторічну сумлінну працю та з нагоди 25-ї річниці прийняття Конституції України.
- Орден князя Ярослава Мудрого V ступеня (21 серпня 2015) — за значний особистий внесок у державне будівництво, консолідацію українського суспільства, соціально-економічний, науково-технічний, культурно-освітній розвиток України, активну громадську діяльність, вагомі трудові здобутки та високий професіоналізм[3]
- Медаль «За працю і звитягу» (7 лютого 2008) — за значний особистий внесок у забезпечення інтеграції України до Світової організації торгівлі[4]
- Офіцерський хрест «За заслуги» (1997, Польща)[уточнити].